# Pavel Liška
Pavel Liška (nacido el 29 de enero de 1972) es un actor checo. Ha aparecido en más de cincuenta películas desde 1997.

## Filmografía seleccionada
| Año  | Título                       | Papel       |
| ---- | ---------------------------- | ----------- |
| 1999 | The Idiot Returns            | Frantisek   |
| 2004 | Up and Down                  | Eman        |
| 2005 | Algo parecido a la felicidad | Toník       |
| 2005 | Šílení                       | Jean Berlot |
| 2008 | The Country Teacher          |             |
| 2008 | Shameless                    |             |
| 2011 | Les Bien-aimés               | Karel       |
| 2016 | Green Horse Rustlers         |             |